# Walter Gropius
Walter Adolph Gropius (18 tháng 5 năm 1883 tại Berlin – 5 tháng 7 năm 1969 tại Boston) là một kiến trúc sư người Đức và là người sáng lập ra trường phái Bauhaus nổi tiếng trong lịch sử.

## Thời gian tại Đức

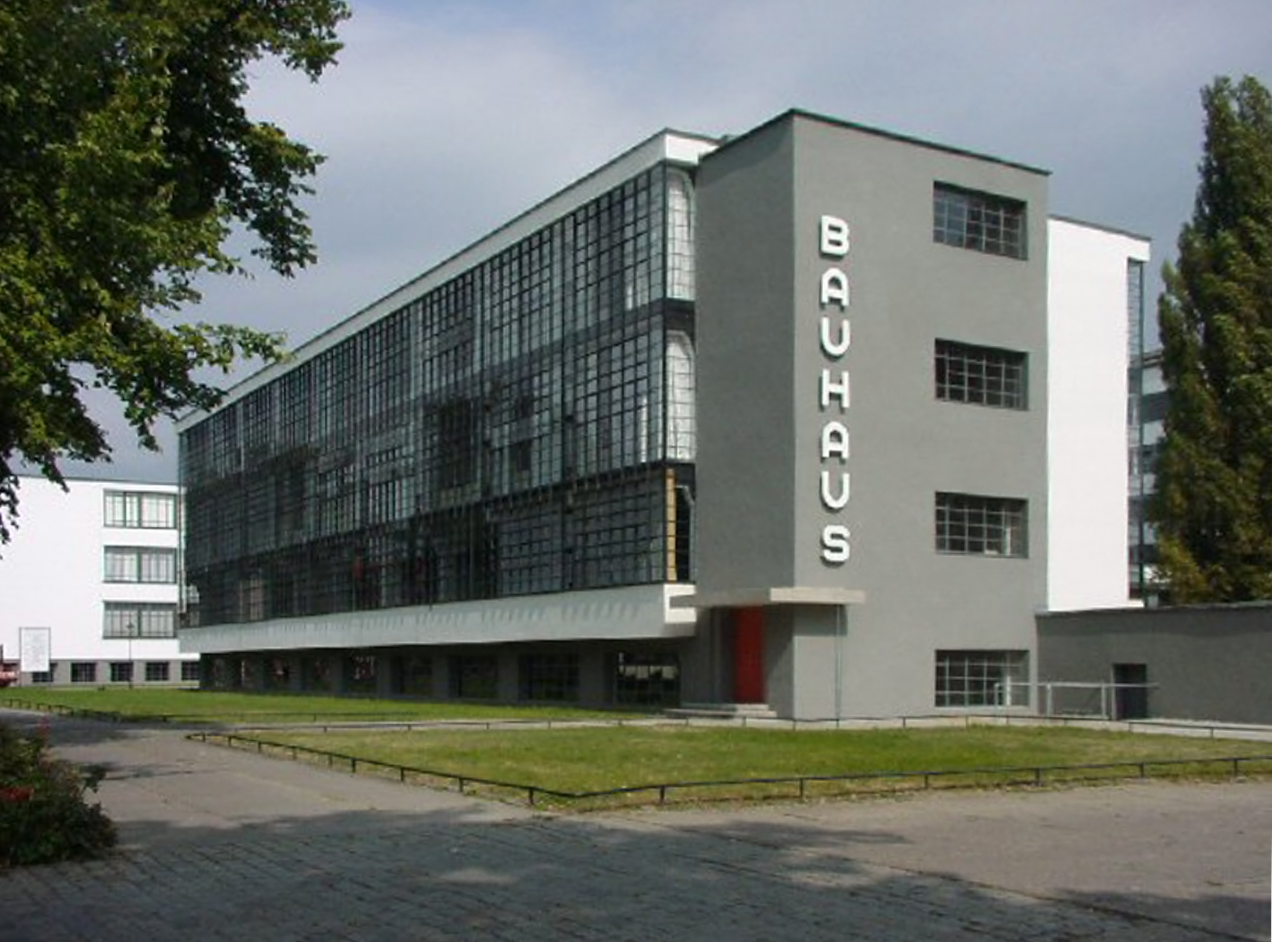
Trường Bauhaus ở Dessau

Walter Gropius sinh tại Berlin, là con thứ ba của một kiến trúc sư. Ông có cùng tên với cha, còn mẹ ông là Manon Auguste Pauline Scharnweber (1855–1933).
Sau khi học tại các đại học kỹ thuật tại Berlin và München, năm 1907, Gropius đến làm việc cho kiến trúc sư Peter Behrens. Năm 1911, với tư cách là trợ thủ của Behrens, Gropius được nhận thiết kế công trình Nhà máy giày Fargus. Đây là một công trình đã có mặt bằng hoàn tất, Gropius chỉ thiết kế lại lớp vỏ bọc bên ngoài công trình. Chính từ lớp vỏ bọc này, một vẻ đẹp của kiến trúc công nghiệp hiện đại ra đời và đã có ảnh hưởng lên kiến trúc hiện đại hàng thập kỉ sau này.
Năm 1913, Gropius viết bài "Sự phát triển của nền kiến trúc công nghiệp hiện đại" trên tờ Jahnrbuchs của Hiệp hội Công trình Đức (Deutsche Werkbund) báo hiệu sự ra đời của một xu hướng kiến trúc trong thời đại mới. Theo ông, những tính biểu tượng của các công trình to lớn như các silo công nghiệp ở Bắc Mỹ có thể sánh với các kim tự tháp của Ai Cập cổ đại. Ông nhấn mạnh việc kiến trúc châu Âu phải từ bỏ sự tán dương và trung thành với truyền thống cổ điển (nostalgia).
Năm 1914, Gropius thiết gian công nghiệp tại triển lãm ý tưởng của Werkbund, Köln, Đức. Công trình đánh dấu một bước mới của thẩm mỹ kiến trúc công nghiệp của Gropius với hai khối kính trong suốt và cầu thang tròn mềm mại bên trong tương phản với một mặt đứng đặc chắc, cộng với phần sân thượng mái nhẹ phảng phất đường nét của Frank Lloyd Wright, đã đem lại một vẻ đẹp thanh lịch và khỏe mạnh cho công trình.

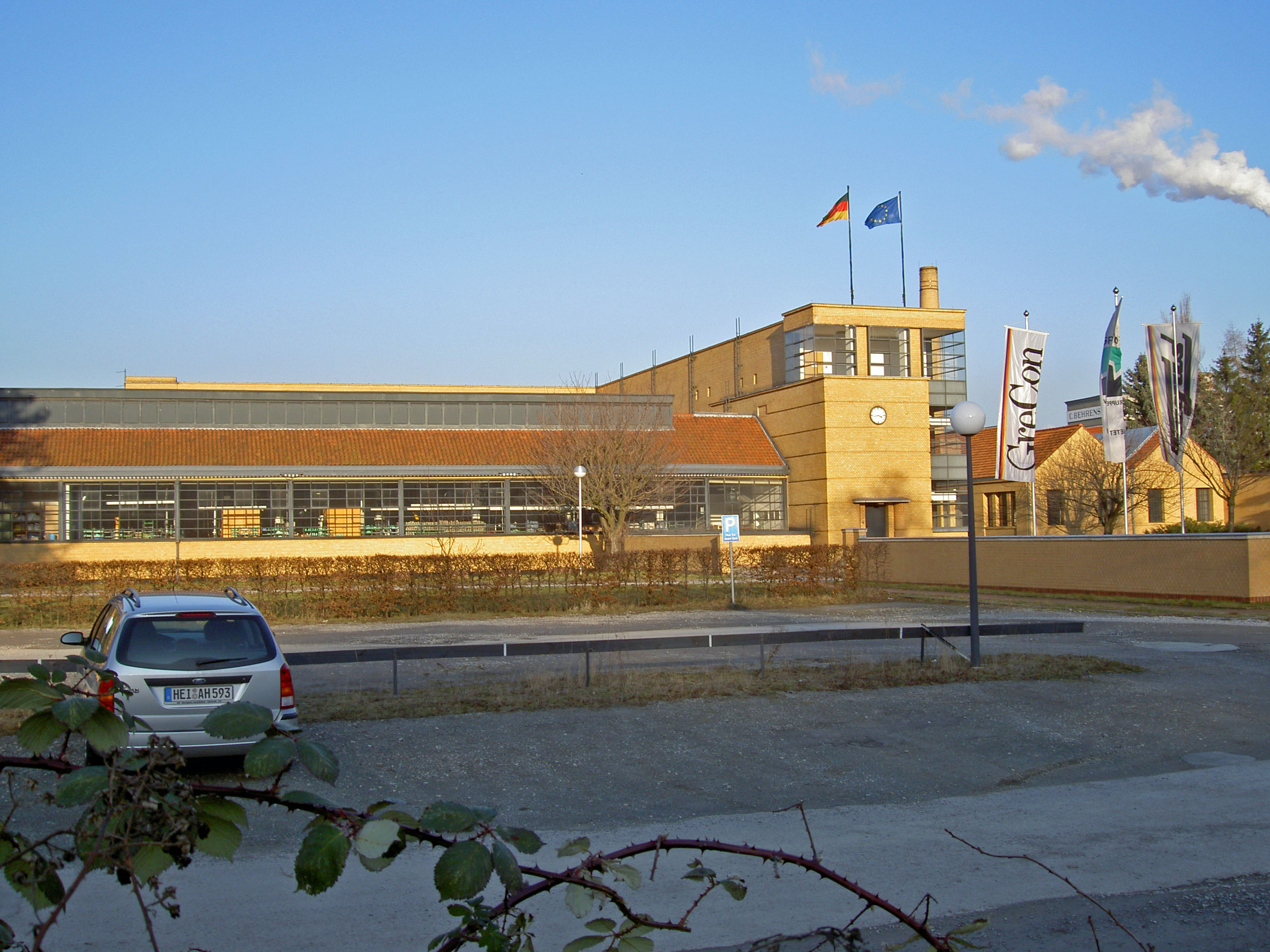
Nhà máy giày Fragus

Năm 1915, Gropius kết hôn với Alma Schindler sau khi người chồng trước của bà, nhà soạn nhạc Gustav Mahler, chết. Họ có một người con gái tên là Manon nhưng Manon chết trước 20 tuổi (1916-1935). Trong khi đó, cuộc hôn nhân giữa Walter và Almar đã chấm dứt khi họ ly dị vào năm 1920.
Năm 1919, ông được Henry van de Veldes đề nghị nối tiếp chức vụ của mình tại trường Đại học Nghệ thuật tạo hình Đại công quốc Sachsen (Großherzoglich-Sächsischen Hochschule für Bildende Kunst) tại Weimar. Gropius đã kết hợp với Trường Mỹ thuật và Thủ công (Grossherzogliche Kunstgewerbeschule), vốn đóng cửa từ năm 1915, và đổi tên thành trường Bauhaus Quốc gia tại Weimar (Staatliches Bauhaus in Weimar). Cộng sự của ông có Bruno Taut, Johannes Itten, Wassily Kandinsky, Paul Klee... Trường được chính thức thành lập ngày 1 tháng 4 năm 1919 với một đường hướng và tôn chỉ đào tạo hoàn toàn mới.
Một tháng sau đó Gropius công bố Tuyên ngôn Bauhaus với lời kêu gọi cải tổ quá trình đào tạo nghệ thuật, đúng hơn là một phong cách mới. Ông tuyên bố rằng nghệ thuật nên quay lại với cội nguồn của nó và điều kiện đầu tiên là người thợ thủ công, nơi mà người ta có khả năng học tập cách làm việc với các loại vật liệu.
Năm 1923 trường chuyển về Dessau, tại đây Gropius đã thiết kế một ngôi trường mới: Trường Bauhaus ở Dessau. Đây là tác phẩm mang tính tuyên ngôn cho trường phái Bauhaus thể hiện nguyên tắc kiến trúc mà Walter Gropius và các đồng nghiệp đề xướng. Công trình có mặt bằng phi đối xứng với sự kết hợp linh hoạt của các khối xưởng thiết kế, nhà học khu hiệu bộ và ký túc xá sinh viên. Công trình thể hiện hoàn toàn 3 đặc điểm của Phong cách Quốc tế (International Style).

## Thời gian tại Hoa Kỳ
Do có quan điểm chính trị khác với chính quyền phát xít thời đó, Gropius rời Đức để sang làm việc tại Anh vào năm 1934. Năm 1937 ông di cư sang Cambridge, Massachusetts (Hoa Kỳ), nơi ông làm việc trong Trường thiết kế (Graduate School of Design) thuộc Đại học Havard như là giáo sư về kiến trúc. Một trong những học trò của Gropius tại Harvard là Sigfried Giedion một lý thuyết gia nổi tiếng về kiến trúc.
Năm 1946 Gropius thành lập hãng thiết kế The Architects Collaborative (TAC) là tập hợp của những kiến trúc sư trẻ tuổi, đối với ông đây cũng là một tuyên ngôn cho niềm tin của ông vào hợp tác tập thể (teamwork). Một công trình của hãng này là Trung tâm Cao học (Graduate Center) của Đại học Song sắt tại Cambridge (1949/1950).

## Những năm cuối đời
Trong những năm cuối đời Gropius lại làm việc nhiều tại Berlin, nơi mà ngoài những công trình khác ông đã tạo dựng một khu nhà ở 9 tầng trong khu phố Berlin-Hansaviertel năm 1957 trong khuôn khổ của chương trình Interbau. Năm 1961 ông được trao Giải Goethe và năm 1963 ông được trường Đại học Tự do Berlin (Freie Universität Berlin) trao tặng học vị tiến sĩ danh dự (doctor honoris causa).

## Vài công trình kiến trúc nổi tiếng

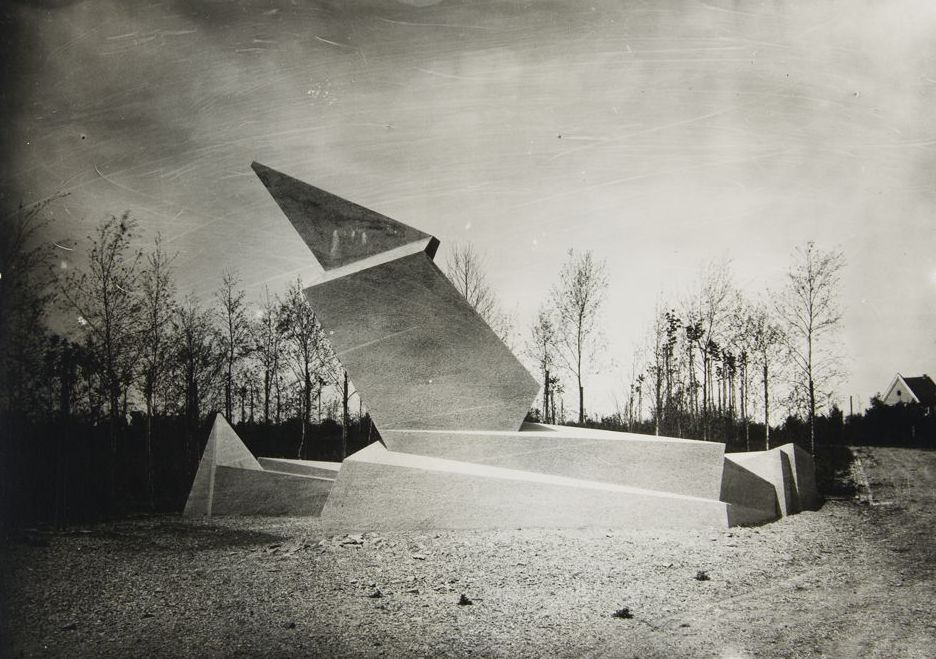
Monument to the March Dead (1920) in Weimar, Germany.

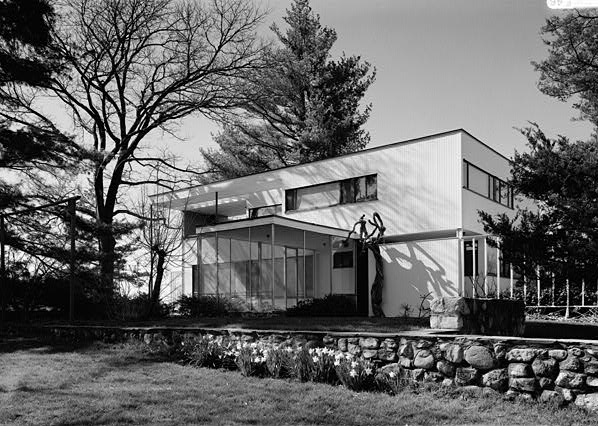
Gropius House (1938) in Lincoln, Massachusetts.

- Nhà máy giày Fagus, 1910 - 1911, Alfeld, Đức
- Trường Bauhaus, 1919–1925, Dessau, Đức
- Khu nhà ở Siemenstadt (1929), Berlin, Đức
- Nhà Gropius, 1937, Lincoln, Massachusetts
- Khu chung cư Aluminum City Terrace, (1942-1944), New Kensington, Pennsylvania
- Trung tâm Cao học Harvard (1949–1950), Cambridge, Massachusetts
- Đại học Baghdad (1957–1960)
- Tòa nhà Liên bang John F. Kennedy (1963–1966)
- Trường Trung học Attleboro (1948)
- Pan Am Building (Metlife Building), (1958–1963), New York, New York, cùng với Pietro Belluschi và Emery Roth & các con
- Interbau Apartment blocks (1957), Hansaviertel Berlin, Đức, với TAC và Wils Ebert
- Trường Trung học Wayland (1961)